# 斯捷普尼扬斯科耶农村居民点 (利斯基区)
斯捷普尼扬斯科耶农村居民点（俄语：Степнянское сельское поселение）是俄罗斯联邦沃罗涅日州利斯基区所属的一个农村居民点。其下辖有2个居民点，行政中心为二五计划农场。据2016年统计，该农村居民点的人口为1104人。